# Episodi di Messiah
La prima stagione della serie televisiva Messiah è stata interamente pubblicata su Netflix il 1º gennaio 2020.
| nº | Titolo originale                 | Titolo italiano           | Pubblicazione originale | Pubblicazione Italia |
| -- | -------------------------------- | ------------------------- | ----------------------- | -------------------- |
| 1  | He That Hath an Ear              | Chi ha orecchio           | 1º gennaio 2020         | 1º gennaio 2020      |
| 2  | Tremor                           | Sussulto                  | 1º gennaio 2020         | 1º gennaio 2020      |
| 3  | The Finger of God                | Il dito di Dio            | 1º gennaio 2020         | 1º gennaio 2020      |
| 4  | Trial                            | Processo                  | 1º gennaio 2020         | 1º gennaio 2020      |
| 5  | So That Seeing They May Not See  | Pur vedendo non vedono    | 1º gennaio 2020         | 1º gennaio 2020      |
| 6  | We Will Not All Sleep            | Non tutti moriremo        | 1º gennaio 2020         | 1º gennaio 2020      |
| 7  | It Came to Pass as It Was Spoken | Io creerò come parlo      | 1º gennaio 2020         | 1º gennaio 2020      |
| 8  | Force Majeure                    | Forza maggiore            | 1º gennaio 2020         | 1º gennaio 2020      |
| 9  | God Is Greater                   | Dio è il più grande       | 1º gennaio 2020         | 1º gennaio 2020      |
| 10 | The Wages of Sin                 | La ricompensa del peccato | 1º gennaio 2020         | 1º gennaio 2020      |

## Chi ha orecchio
- Titolo originale: He That Hath an Ear
- Diretto da: James McTeigue
- Scritto da: Michael Petroni

### Trama
Un predicatore di strada vestito di giallo (Mehdi Dehbi) predica ad una folla di Damasco, esortandoli a stare calmi e a non preoccuparsi che la loro città venga catturata dallo Stato Islamico, poiché Dio ha ordinato che ciò non accada. Mentre il predicatore parla, un forte vento inizia a soffiare, trasformandosi in una tempesta di sabbia. Questa tempesta dura un mese, spezzando la catena di approvvigionamento dell'ISIS, che si ritira e la città viene salvata. Quindi il predicatore, che la gente inizia a chiamare al-Masih (il Messia), guida centinaia di persone nel deserto, fino al confine con le alture del Golan occupate da Israele, un viaggio di circa 65 chilometri (40 miglia). Al-Masih cammina oltre il recinto di filo spinato ed è arrestato dalla polizia di frontiera israeliana. Incarcerato, al-Masih viene interrogato da Aviram Dahan, presumibilmente del Mossad; si rifiuta anche di fornire un vero nome. Al-Masih riesce a sorprendere Dahan, rivelando il suo nome e altri fatti che Dahan ritiene che non si possa ragionevolmente prevedere che si sappiano. Dahan termina l'interrogatorio e lascia la stanza. Ritorna nelle prime ore del mattino, ma è scioccato nello scoprire che al-Masih è fuggito dalla cella.

## Sussulto
- Titolo originale: Tremor
- Diretto da: James McTeigue
- Scritto da: Michael Petroni e Bruce Marshall Romans

### Trama
Con al-Masih fuggito, si sta creando un incidente internazionale mentre la gente che conduceva al confine con Israele muore di fame; quando arrivano notizie della sua fuga, scoprendo nella tasca di uno dei misteriosi soccorritori una foto di Al-Masih, ricevono ulteriore determinazione a rimanere. L'American Central Intelligence Agency manda Eva Geller, di origini ebree, ad aiutare le autorità israeliane a trovare al-Masih e capire chi sia. Nel frattempo vediamo che Rebecca, figlia del reverendo di Dilley, ha una crisi epilettica, e sogna che tutta la cittadina viene devastata. Dopo che l'agente Dahan pensa di vederlo, ma invece è solo un sosia, al-Masih riappare alla moschea Al-Aqsa a Gerusalemme. Predica loro un sermone, includendo frasi apocalittiche come "la storia è finita", "Dio non è contento delle vostre divisioni" e "ogni anima verrà pesata per tutte le azioni che avrà commesso, nessuno potrà intercedere per un altro". Il suo sermone viene interrotto dalla polizia israeliana, che cerca di catturare al-Masih, ma non riesce a farlo perché si sente un colpo di pistola e sembra che un ragazzo sia stato colpito. Al-Masih mette le mani sul ragazzo e rimuove il proiettile, quindi scompare, e tutti i presenti gridano al miracolo.

## Il dito di Dio
- Titolo originale: The Finger of God
- Diretto da: James McTeigue
- Scritto da: Amy Louise Johnson e Kelly Wiles

### Trama
Un tornado colpisce la cittadina di Dilley, in Texas; e al-Masih è inspiegabilmente lì e salva Rebecca, la figlia adolescente del pastore della città Don Felix Iguero. Il video di al-Masih mentre sembra che stia proteggendo la chiesa di Iguero, viene intercettato dalla CIA, che ha istituito un blocco sui social media. Al-Masih entra nella casa del predicatore come ospite, ma presto un agente federale arriva nel paese, entra in chiesa e arresta al-Masih. Don Iguero vuole liberare al-Masih e chiede un favore ad un amico per ottenere un avvocato dell'associazione per i diritti civili ACLU sul caso. Geller arriva in Texas per interrogare al-Masih, e viene a sapere che è arrivato attraverso l'aeroporto internazionale di Quetzalcóatl, in Messico, su un aereo charter proveniente dalla Giordania. Geller chiede che l'Antiterrorismo le consenta di parlare con il detenuto al-Masih, ma l'avvocato dell'ACLU le impedisce di parlargli. Il lavoro di Geller diventa più difficile quando uno dei video che mostrano che al-Masih è in Texas sfugge al blocco della CIA e viene diffuso in TV.

## Processo
- Titolo originale: Trial
- Diretto da: James McTeigue
- Scritto da: Michael Brandon Guercio

### Trama
L'avvocata di Al-Masih gli dice che, mentre è probabile che l'accusa di ingresso illegale negli Stati Uniti venga confermata in tribunale, lei pensa di poterlo portare fuori dalla prigione federale. Poi lascia la struttura e l'agente dell'Antiterrorismo (che ha una telecamera nella cella di Al-Masih) rivela ad Eva Geller quello che l'avvocata vuole fare, ed Eva, nonostante abbia appena avuto un aborto spontaneo, si precipita per interrogarlo. Ancora una volta, al-Masih capovolge la sua interrogatrice rivelando che conosce il suo nome e che sia sua madre che suo marito sono deceduti. Mentre torna a casa, le telefona il suo capo, che rivela che Israele sta cercando di estradare al-Masih, e che l'avvocato dello Stato glielo consentirà. Eva Geller va dall'avvocatessa di al-Masih, cercando di convincerla a non fare ricorso contro la detenzione di al-Masih, al fine di tenerlo in custodia in America. Al processo, lo Stato sostiene che al-Masih sta mentendo sull'essere un musulmano, al quale risponde che "cammina con tutti gli uomini". In una decisione scioccante emessa il giorno successivo, la Corte decide di concedergli l'asilo politico. Quindi al-Masih esce dall'aula del tribunale come uomo libero ed entra subito nell'auto guidata da Don Iguero, che era appena arrivato.

## Pur vedendo non vedono
- Titolo originale: So That Seeing They May Not See
- Diretto da: Kate Woods
- Scritto da: Emily Silver

### Trama
Sulle alture del Golan, Jibril gravemente ferito a causa del brutale interrogatorio dell'agente del Mossad Aviram, viene curato dal suo amico e compagno seguace di al-Masih, Samir (Fares Landoulsi). Mentre i rifugiati se la passano male, presto Samir si interroga sul perché Jibril abbia tanta fiducia, definendolo "pazzo" per non aver cercato cure mediche altrove poiché le sue ferite potrebbero ucciderlo. La CIA segue al-Masih e Don Iguero di nuovo a Dilley, in Texas, dove al-Masih inizia ad avere numerosi seguaci americani. Quando al-Masih evita di incontrare i suoi seguaci, Don Iguero gli chiede quali sono i prossimi passi, ma al-Masih risponde che ha bisogno di ascoltare Dio. Aviram Dahan si reca in Texas con l'intento di assassinare al-Masih, ma, proprio quando gli punta la pistola, non riesce a sparare; Eva Geller vede cosa è appena successo grazie alle telecamere installate e corre verso loro. Al-Mashil lascia Aviram, che si è come immobilizzato, per seguire i guaiti di un cane ferito. Il proprietario del cane si prepara ad uccidere il cane, ma suo figlio chiede ad Al-Masih un miracolo. Invece al-Masih prende il fucile dalle mani del proprietario ed immediatamente spara al cane. Geller, spaventata dallo sparo, raggiunge finalmente Aviram, ed è sconcertata nel vedere che sia Aviram che al-Masih sono ancora vivi. Lei chiede cosa è successo ma Aviram non risponde. Poco dopo Eva ed Aviram si confidano quanto al-Masih sia entrato nelle loro teste. Intanto Samir legge, con amore, a Jibril dei passi del Piccolo Principe, come "Nessuno è mai felice dov'è" e intanto si vede Rebecca sul bordo di ponte, in procinto di buttarsi. Improvvisamente le si affianca al-Masih, in silenzio. Rebecca gli chiede "Che ci fai qui?" e lui risponde "Sono venuto per te".

## Non tutti moriremo
- Titolo originale: We Will Not All Sleep
- Diretto da: Kate Woods
- Scritto da: Michael Petroni & Michael Bond

### Trama
All'inizio dell'episodio si vede la mamma di Jibril che risorge dal tumulo di pietre che l'aveva sepolta, e appare in sogno a Jibril, trasformandosi in al-Masih, mentre gli porge una coperta preziosa, all'interno della quale trova una pistola. Q chiama Eva e le rivela il vero nome di Al-Masih, Payam Golshiri, studente presso l'università di Teheran. Al-Masih sveglia Don Iguero, dicendogli che è ora di andare, chiedendogli anche di scegliere la destinazione. Don Iguero in conflitto decide di sradicare la sua famiglia, litigando con sua moglie, Anna (Melinda Page Hamilton). Don Iguero guida la colonna di auto fuori da Dilley, che presto cresce fino a raggiungere centinaia di auto. Durante il viaggio, sembra che al-Masih preghi, e nello stesso momento Jibril ha la visione di sua mamma che gli dà da mangiare un'arancia, dicendogli e diventando al-Masih, che è il sapore del destino. Eva teorizza che il piano di al-Masih sia quello di innescare una rivolta perché ha citato un libro di uno dei suoi professori, che era americano, ma fuggito in Russia. Don Iguero decide infine di andare a Washington, la capitale americana, dove al-Masih predica un sermone di fronte al Lincoln Memorial Reflecting Pool e all'improvviso Al-Masih si gira e cammina sull'acqua della Reflecting Pool con stupore della folla, molti dei quali registrano l'evento da centinaia di telefoni cellulari. Nello stesso momento in cui al-Masih cammina sull'acqua, nelle alture del Golan, Jibril, che aveva sperimentato visioni vivide della sua defunta madre e al-Masih, si spoglia nudo e cammina verso il confine israeliano, lo oltrepassa e viene fermato da un soldato israeliano, che gli punta il mitra al petto. Il soldato non riesce a sparare e poco dopo abbassa il mitra e lascia passare il confine a Jibril e a tutti gli altri rifugiati dietro di lui, che lo avevano seguito.

## Io creerò come parlo
- Titolo originale: It Came to Pass as It Was Spoken
- Diretto da: Kate Woods
- Scritto da: Eoghan O'Donnell

### Trama
Il mondo è in fermento dopo il miracolo di al-Masih, con persino la Congregazione per le cause dei Santi che sta indagando. Samir, insieme a molti altri che hanno disertato dagli insegnamenti di al-Masih, finiscono in un complesso nel deserto della Badia guidato da un uomo che pensa che al-Masih sia al-Masih ad-Dajjal; mentre Jibril, rimanendo fedele ad al-Masih, finisce a Ramallah, salutato come un liberatore. Nel frattempo, i livelli più alti del governo americano sono preoccupati per la popolarità di al-Masih, con il capo dello staff della Casa Bianca (Michael O'Neill) che chiede alla CIA di fare di più per screditarlo. La mamma della bimba malata di tumore la porta nell'albergo dove dorme al-Masih, ma viene fermata nel corridoio da due poliziotti. Mentre discute con loro, esce al-Masih e dice che può entrare solo la bimba. Intanto Eva e l'agente dell'antiterrorismo spiano al-Masih e la bimba, ma non si sente cosa dicono. Una prostituta viene inviata per sedurre al-Masih nel suo hotel, fingendosi malata terminale, e chiede ad al-Masih di guarirla, facendo l'amore con lei. Ma al-Masih le chiede come può guarire facendo sesso, e le dice "c'è molta vergogna in te, per il lavoro che sei costretta a fare,ascoltare le angosce degli uomini, mantenere i loro segreti, sussurrare parole che ti chiedono di dire mentre ti toccano. Ti dici che non t'importa, ma ogni giorno che passa la tua anima si svilisce, ogni giorno muori sempre di più". Eliana si sente in colpa e confessa di essere stata pagata, e lui risponde che lo sapeva, e, mentre lei piange, lui le dice che la ama, la ama per ciò che c'è di eterno in lei. Anche l'agente che sta registrando la scena si emoziona profondamente. Intanto Don Iguero rientra in camera e si riconcilia con la moglie. La figlia esce di nascosto e vede Eliana che esce dalla camera di al-Masih, il quale la scorge. Lei esce dall'hotel e poco dopo viene raggiunta da al-Masih, che le chiede se lei riuscirà a fare una cosa impossibile. Quindi le mette le mani sulle orecchie, come per baciarla, e poi se ne va. Intanto la CIA riesce a trovare il fratello di al-Masih, che dice che sono stati cresciuti dallo zio, un illusionista e truffatore.

## Forza maggiore
- Titolo originale: Force Majeure
- Diretto da: Kate Woods
- Scritto da: Eoghan O'Donnell

### Trama
Il presidente degli Stati Uniti (Dermot Mulroney) ha un incontro segreto con al-Masih; al-Masih chiede al Presidente di ritirare tutte le truppe statunitensi da ogni parte del mondo, usando la fede mormone del Presidente nel tentativo di convincerlo. Il giorno successivo, al-Masih rivela che l'incontro è avvenuto con i media, facendo arrabbiare Don Iguero, perché non era stato informato in anticipo. Più tardi, la figlia di Don Iguero, Rebecca, gli rivela che sua madre, Anna, l'ha portata ad Austin, in Texas, per un aborto segreto; questo è contro le credenze anti-abortiste di Don Iguero, che credeva condivise da sua moglie. Sua figlia rivela anche che al-Masih ha avuto incontri semi-segreti con lei e che al-Masih è venuto in Texas per lei, non per Don Iguero. Più tardi, al-Masih cerca di convincere Anna Iguero a lasciare "sua [figlia]" per essere "la sua stessa persona". A Gerusalemme, una guardia ammette di aver liberato al-Masih dalla prigione, ponendo fine alle indagini su Aviram Dahan.

## Dio è il più grande
- Titolo originale: God Is Greater
- Diretto da: James McTeigue
- Scritto da: Bruce Marshall Romans

### Trama
A Ramallah, Jibril, che è analfabeta, viene convinto ad imparare un discorso a memoria. Nel frattempo, don Iguero chiede al televangelista Edmund DeGuilles (Beau Bridges) di avere al-Masih nel suo programma, senza prima chiedere ad al-Masih. Al-Masih è d'accordo, ma solo se don Iguero porterà con sé sua figlia. Eva Geller è scioccata nell'apprendere che suo padre (Philip Baker Hall) crede che al-Masih sia il Messia della fine dei tempi, e suo padre la paragona alla sua stessa madre, che ha abortito molte volte ma non ha mai rinunciato a tentare di concepire. Con rabbia, Eva rivela di aver abortito l'ultimo uovo fecondato tramite fecondazione in vitro dal marito defunto e che non vi sono più speranze; uscendo di casa, va in hotel e fa sesso con Aviram Dahan, che in episodi precedenti aveva manifestato il suo desiderio per lei. Intanto Samer, nel complesso della Badia, viene addestrato ad essere un attentatore suicida. Mentre Jibril pronuncia il suo discorso, nello stesso istante, anche Rebecca sembra che pronunci lo stesso discorso nella chiesa del telepredicatore suo nonno, un discorso di unità di tutti i popoli, di seguire tutti gli insegnamenti di Dio. Samer entra nella moschea, mostra gli esplosivi legati al petto e alza il pulsante. Fissando Jibril negli occhi, non riesce a premere il grilletto; tuttavia, il giubbotto esplosivo viene attivato a distanza dall'insegnante terrorista di Samer, proprio nello stesso momento il discorso di Rebecca viene interrotto da una crisi epilettica. Nel frattempo, tornato nelle grazie del Mossad, Dahan rapisce al-Massih prima che possa apparire in televisione in un modo simile al rapimento del Mossad di Mordechai Vanunu nella vita reale, e si dirigono verso l'aeroporto in una berlina nera.

## La ricompensa del peccato
- Titolo originale: The Wages of Sin
- Diretto da: James McTeigue
- Scritto da: Michael Petroni

### Trama
Il capo dello staff della Casa Bianca decide di far trapelare il vero nome di al-Masih alla stampa, e che al-Masih è stato educato da un illusionista. La notizia provoca sgomento tra i seguaci di al-Masih. Nel frattempo, Eva Geller prende atto del fatto che al-Masih è stato rapito, nonostante gli fosse stato concesso l'asilo negli Stati Uniti. La CIA riesce a tracciare il "jet diplomatico" con a bordo al-Masih mentre torna in Medio Oriente. Nel cielo, al-Masih parla con Aviram, esortandolo a liberare la sua coscienza e che Dio lo ama comunque e che ogni momento è utile per scegliere, scegliere il Bene o il male e che l'ultima cosa che vedrà prima di morire sarà il viso del ragazzino che ha ucciso a Megido. All'improvviso l'aereo inizia a subire gravi turbolenze e le sue luci si spengono. Aviram, terrorizzato, guarda negli occhi al-Masih, che non sembra affatto preoccupato; l'aereo si schianta mentre Eva Geller lo sta tracciando. Geller accusa il capo di stato maggiore del presidente di aver fatto trapelare informazioni riservate e di aver orchestrato l'incidente aereo. Nel frattempo, un giovanissimo pastore algerino vede l'aereo cadere e va sul luogo dell'incidente, che è circondato da papaveri nonostante sia nel deserto. Il ragazzo dice ad Aviram di aver visto Al-Masih resuscitarlo, insieme a un altro uomo, dai morti. Aviram, scioccato, scruta il luogo dell'incidente e vede uno degli altri uomini che era a bordo dell'aereo inginocchiarsi di fronte ad al-Massih.